# ベデカー爆撃

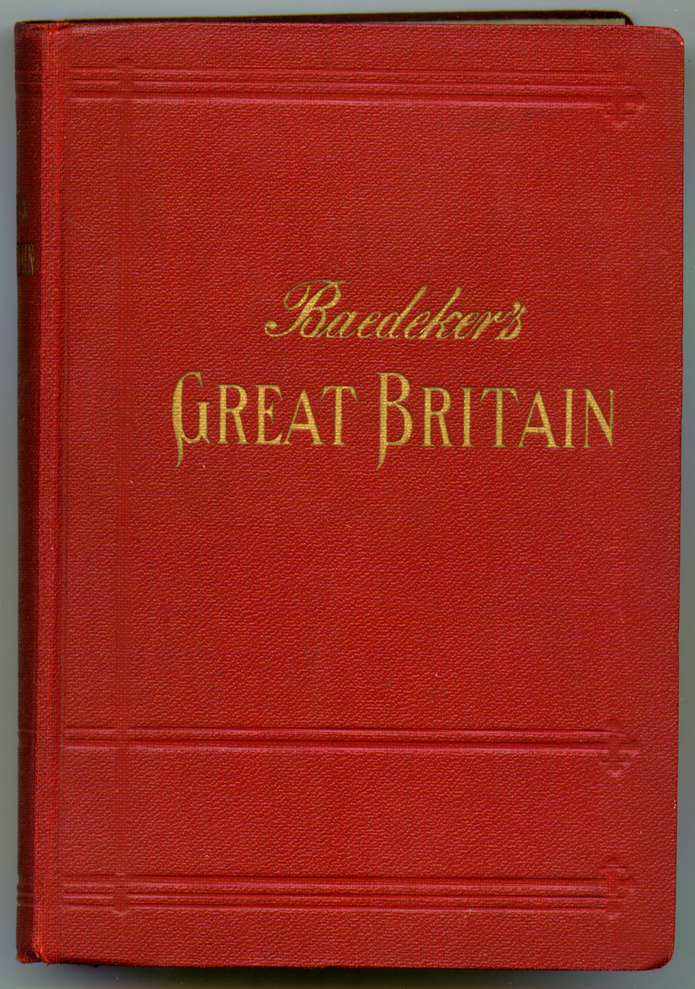
ベデカー社 イギリスガイドブック1937年度版

ベデカー爆撃（ベデカーばくげき、英: Baedeker Blitz）は、第二次世界大戦の1942年4月からドイツ（ドイツ空軍）によって行われたイギリスの歴史的都市に対して行われた爆撃。
『ベデカー』はドイツのカール・ベデカー社が各国について発行していた有名な旅行ガイド本であるが、あるドイツ軍人が「ベデカー旅行案内書で三ツ星がついているイギリスの建物を全部爆撃してやれ」と言ったことからこの名前がつけられた。

## 経緯
1941年5月にドイツ空軍がリソースを対ソ戦に振り分けるまで、ザ・ブリッツと呼ばれる空襲によりイギリスの都市は甚大な被害を受け、その一方イギリス側の夜間爆撃は成果を上げていなかった。
爆撃の頻度が低下する冬が開け、1942年3月にイギリスは空軍副元帥にアーサー・ハリスを迎え、新型爆撃機（スターリングとハリファックス、さらにアブロ マンチェスター、ランカスター）と新型航法誘導装置を動員し、新戦術ボンバーストリームと焼夷弾を中心とする都市破壊爆撃の実験を、中世のハンザ同盟時代から栄えた港町であるリューベック（ドイツ）で行った。4月には別のハンザ同盟都市ロストック（ドイツ）が空爆された。これらの爆撃によって、重要度の高い建物は集中的に破壊され、ドイツの人口とリーダーシップに大きな衝撃を与えた。
2つの歴史的都市の破壊に対する報復としてドイツ軍が行ったのが「ベデカー爆撃」として有名になった。
ドイツは1942年4月からエクセター、バース、ノリッジ、ヨーク、カンタベリーを爆撃。5つの歴史都市が爆撃され、5万の建物と重要文化財が破壊された。